# Rudniki (obwód iwanofrankiwski)
Rudniki (ukr. Рудники) – wieś na Ukrainie w rejonie śniatyńskim obwodu iwanofrankiwskiego. 
W II Rzeczypospolitej wieś w powiecie śniatyńskim województwa stanisławowskiego. W latach 1943–1944 nacjonaliści ukraińscy z OUN-UPA zamordowali tutaj 15 Polaków.